# Куйган (Келеський район)
Куйга́н (каз. Құйған) — село у складі Келеського району Туркестанської області Казахстану. Входить до складу Актобинського сільського округу.
До 2002 року село називалося Октябр.
Населення — 897 осіб (2021; 806 у 2009, 594 у 1999, 468 у 1989).